# アウト・オブ・ザ・ウッズ
「アウト・オブ・ザ・ウッズ」（Out Of The Woods）は、2016年2月5日に発売されたテイラー・スウィフトのシングル。発売元はビッグマシン・レコード（ユニバーサル ミュージック グループ）。

## 収録曲
1. アウト・オブ・ザ・ウッズ [3:55]
プロデューサー：マックス・マーティン、テイラー・スウィフト、ジャック・アントノフ
(作詞・作曲：テイラー・スウィフト、ジャック・アントノフ)
  - 2014年に発売されたアルバム『1989』からのシングルカット。

## クレジット
- Jack Antonoff：Acoustic Guitar, Electric Guitar, Bass, Drums, Keyboards, Backing Vocals
- Vocals Producer：Max Martin
- Recorded by Laura Sisk, Sam Holland
  - Assisted by Brendan Morawski, Cory Bice
- Mix Engineered by John Hanes, Serban Ghenea
- Mastered by Tom Coyne